# Río Dawa
El río Dawa es un curso de agua perenne en el sudeste de Etiopía. Al ascender de las montañas al este de Aleta Wendo, las aguas del río Dawa fluyen hacia el sur y hacia el este para unirse al Ganale Dorya en la frontera con Somalia y convertirse en el río Juba. El río forma parte de la frontera entre Etiopía y Somalia y parte de la frontera entre Etiopía y Kenia.
El curso del río es relativamente ancho, con pendientes suaves y lecho rocoso. La parte inferior fluye a través de un valle que se clasificaría como procedente de un ciclo de erosión relativamente joven. Las prospecciones realizadas han encontrado oro a lo largo del curso de Dawa, entre los afluentes Awata y Kojowa. Además, se han encontrado otros minerales, como titanio, rutilo e ilmenita por geólogos que trabajaban para la "Texas Africa Exploration Company" en 1958.